# Rankinston
Rankinston är en by i East Ayrshire, Skottland. Byn är belägen 5 km 
från Patna. Orten har 382 invånare (1991).